# 圣桑福里安 (伊勒-维莱讷省)
圣桑福里安（法語：Saint-Symphorien，法語發音：[sɛ̃ sɛ̃fɔʁjɛ̃]）是法国伊勒-维莱讷省的一个市镇，位于该省西北部，属于雷恩区。

## 历史
该市镇曾于1973年并入市镇埃代，后于2008年脱离埃代并重新成为一独立市镇。

## 地理
圣桑福里安（48°17'33"N, 1°49'18"W）面积7.91 平方千米，位于法国布列塔尼大區伊勒-维莱讷省，该省份为法国西北部沿海省份，位于布列塔尼半岛东部，北濒大西洋，西接阿摩尔滨海省和莫尔比昂省，南至大西洋卢瓦尔省，西南端接曼恩-卢瓦尔省，东临马耶讷省，东北与芒什省接壤。
与圣桑福里安接壤的市镇（或旧市镇、城区）包括：拉沙佩勒绍塞、埃代-巴祖日、朗古埃特、圣布里厄德西夫、圣贡德朗、坦泰尼亚克、维尼奥克。
圣桑福里安的时区为UTC+01:00、UTC+02:00（夏令时）。

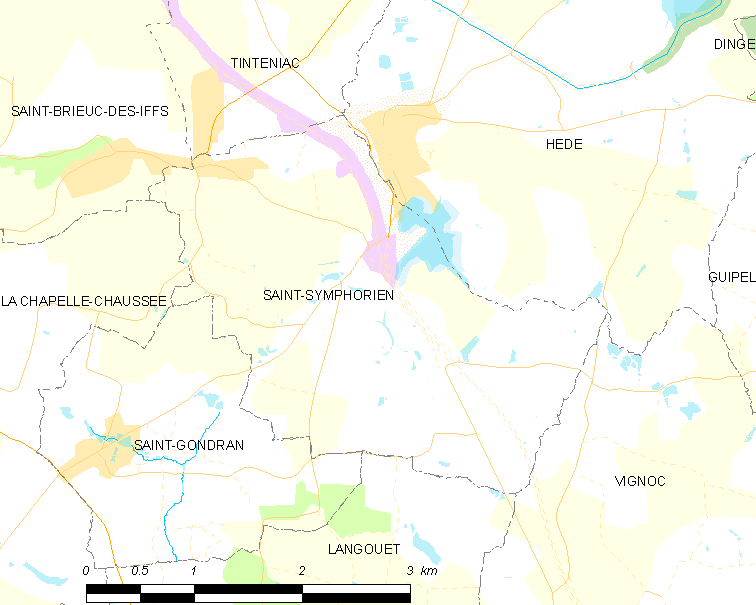
圣桑福里安的OSM定位图

## 行政
圣桑福里安的邮政编码为35630，INSEE市镇编码为35317。

## 政治
圣桑福里安所属的省级选区为默莱斯县。

## 人口

1962-2008年间圣桑福里安人口变化图示

圣桑福里安于2022年1月1日时的人口数量为613人。